# Fazenda Itapema
Fazenda Itapema foi uma fazenda histórica brasileira, localizada no município de Limeira. Atualmente foi convertida num condomínio residencial fechado.

## Histórico
A Fazenda Itapema foi fundada em 1860, construída por escravos, é resultado do desbravamento de um trecho da Mata Atlântica realizada pelo Coronel Sebastião de Barros Silva, que introduziu na propriedade o cultivo de café. Para viabilizar esta produção, foram construídas a sede, os galpões, a senzala e os terreiros.
Próxima à Fazenda Ibicaba que iniciou a transição da mão de obra escrava para a dos imigrantes em 1846, é neste processo de abertura para os colonos europeus que os irmãos José e Simão Levy chegaram à região. Após trabalharem na Fazenda Ibicaba, os irmãos Levy fundaram uma casa bancária, a Casa Bancária Levy & Irmão. Passaram a emprestar dinheiro para os fazendeiros, entre eles o Coronel Sebastião, proprietário da Fazenda Itapema.
Já no final do século XIX, o Coronel com uma enorme dívida com a casa bancária de Levy, transfere a Fazenda Itapema para as mãos da família Levy, mais especificamente para o primogênito Major José Levy Sobrinho, como forma de pagamento. Tornaram-se grandes exportadores, utilizando-se do porto de Santos, durante o auge do ciclo do café.
Com a crise mundial de 1929, o Major Levy substituiu a lavoura do café pela do algodão. A fazenda também foi utilizada para plantações de amoreira, onde em seus campos tiveram grande criação de bicho-da-seda.
Já nos anos de 1940, inicia a produção de cana-de-açúcar para produzir aguardente.
Atualmente a Fazenda Itapema ainda pertence aos descendentes da família Levy e também é utilizada para eventos culturais como concertos, shows de música e exposições de carros antigos.

## Arquitetura
A planta da casa sede é similar ao das casas mineira, com formato quadrado, apresentando uma fachada principal simétrica, porta centralizada. O acesso à residência é feita por uma escada com um pequeno alpendre que protege a entrada principal.
Já no seu interior, a residência é composta de alguns detalhes decorativos que divergem do estilo mineiro.

## Visitação
É permitida visitação e engloba a arquitetura de suas construções(galpões, terreiros de café, senzala e sede), onde os visitantes são transportados até eles em simpáticos trenzinhos, e dos seus equipamentos ainda em funcionamento.

## Conjunto Residencial
A Fazenda Itapema passou por um projeto de loteamento das áreas próximas à área histórica da fazenda, onde serão construídos dois conjuntos residenciais, chamados Residencial Itapema I e II. As represas que outrora pertenciam à fazenda, serão transferidas para o complexo residencial.

## Golfe
Em 2013, um campo de golfe ocupando 330.000 metros quadrados foram construídos na Fazenda Itapema.

## Na cultura popular
A fazenda foi escolhida, pela Rede Globo, para cenário do programa “Caminhos da Roça”.